# Framingham Earl
Framingham Earl är en civil parish i Storbritannien.   Den ligger i grevskapet Norfolk och riksdelen England, i den sydöstra delen av landet, 150 km nordost om huvudstaden London. Antalet invånare är 834. Arean är 2,6 kvadratkilometer.
Terrängen i Framingham Earl är platt.